# یواس‌اس کونورس (دی‌دی-۲۹۱)
یواس‌اس کونورس (دی‌دی-۲۹۱) (به انگلیسی: USS Converse (DD-291)) یک کشتی بود که طول آن ۹۵٫۸۳ متر (۳۱۴٫۴ فوت) بود. این کشتی در سال ۱۹۱۹ ساخته شد.